# Marquinhos Paraná
Marquinhos Paraná (sinh ngày 20 tháng 7 năm 1977) là một cầu thủ bóng đá người Brasil.

## Sự nghiệp câu lạc bộ
Marquinhos Paraná đã từng chơi cho Júbilo Iwata và Ventforet Kofu.